# Azmal Kabir

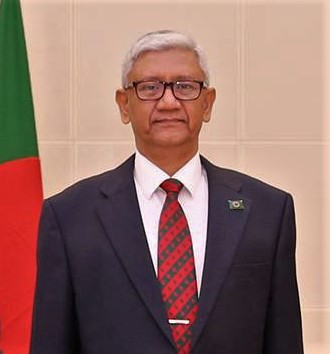
Azmal Kabir (2018)

Azmal Kabir ist ein Generalmajor und Diplomat aus Bangladesch.

## Werdegang
Kabir schloss sein Studium in Bauingenieurwesen mit einem Bachelor der Bangladesh University of Engineering and Technology ab sowie ein Studium an der Bangladesh Military Academy in der University of Chittagong.
Am 10. Juni 1983 trat Kabir in das Pionierkorps ein. Hier war er unter anderem Ausbilder am Engineer Center & School of Military Engineering und an der School of Infantry & Tactics. Er befehligte das 10. Reverine Engineer Battalion und die 98. Composite Brigade an der Bangabandhu-Brücke. Außerdem war er Kommandant der Bangladesh Ordnance Factories in Gazipur und Vorsitzender des Bangladesh Tea Board.
2001 leitete Kabir eine Pioniereinheit, die im Rahmen der UNTAET nach Osttimor entsandt wurde. Weitere UN-Missionen führten ihn nach Bosnien und Herzegowina und Liberia.
Am 24. Oktober 2016 wurde Kabir zum bangladeschischen Botschafter für Indonesien, Osttimor und Papua-Neuguinea ernannt. Der Amtssitz befand sich in Jakarta. Seine Akkreditierung für Osttimor übergab Kabir am 23. Februar 2018. 2020 wurde Kabir von Mohammad Mustafizur Rahman als Botschafter in Jakarta abgelöst.

## Sonstiges
Kabir ist verheiratet und hat einen Sohn und eine Tochter.